# Gemin 3

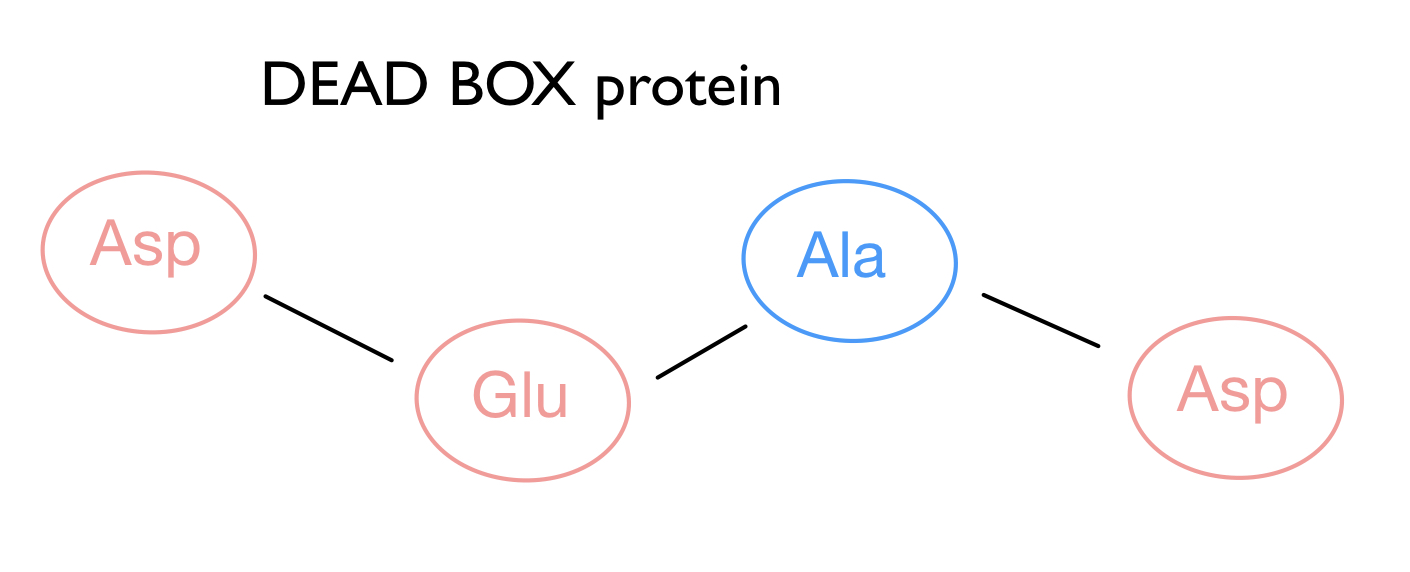
Seqüència d’aminoàcids pròpia de les DEAD BOX protein.

La Gemin 3, també coneguda com a DEAD-box helicase 20, és una ARN helicasa que té com a motiu la seqüència d'aminoàcids Asp-Glu-Ala-Asp i depèn de l'ATP associada al gen DDX20. La Gemin 3 és un complex de la proteïna SMN (de survival motor neuron) que és responsable de la supervivència de les motoneurones. L'any 1995 es va descobrir que l'espècie humana té un homòleg del gen SMN1 en la zona centromèrica del cromosoma, anomenat SMN2. Del total que fabrica el gen SMN2, només un 10% va dirigit a la síntesi de la proteïna funcional, en canvi, en el cas del gen SMN1 el 100% de la seva fabricació va dirigida a la generació de la proteïna funcional SMN. Aquests dos gens es diferencien per un canvi de nucleòtid en l'exó 7; en el gen SMN2 es troba un canvi d'una citosina per una timina. Aquest fet es veu estretament relacionat amb un procés anomenat exonic splicing enhancer. Una modificació en aquest procés implica alteracions en el ARNm, de manera que posteriorment es transcriuen proteïnes amb anomalies funcionals.
Pel que fa a la presència de la Gemin 3 en les diverses molècules de l'organisme, s'ha comprovat la seva expressió en línies cel·lulars provinents de cèl·lules de neuroblastoma B i T, cèl·lules de tumors malignes de melanoma, en testicles sans i, en concentracions més baixes, al còlon, el múscul esquelètic, el fetge, el ronyó i el pulmó.
La detecció combinada de l'expressió de la Gemin 3 amb les proteïnes Anfirregulina i Ciclina A1 permet predir formes agressives d'un carcinoma oral de cèl·lules escamoses.

## Estructura molecular
Aquesta helicasa també rep altres nomenclatures com ara DP103, DDX20, DEAD-box protein, DP130 o DEAD/H box 20, i és un complex codificat al cromosoma 1p13.2 del gen DDX20. La Gemin 3 està formada per 824 aminoàcids i s'uneix a la proteïna SMN pel seu extrem carboxil (COOH). Tant aquesta proteïna com la Gemin 3 es troben al citoplasma i al nucli de les cèl·lules. La Gemin 3 presenta el grau més gran de fosforilació dins del complex SMN. A més de Gemin 3, SMN també incorpora altres complexos com Gemin 2, Gemin 4, Gemin 5 i Gemin 6, així com ribonucleoproteïnes nuclears (snRNP). A més del complex SMN, la Gemin 3 estableix interaccions amb altres proteïnes com SmB, SmD2 i SmD3, que estan relacionades amb sistemes de transducció i transcripció de senyals.
| GEMIN 3                    | GEMIN 3 |
| -------------------------- | --- |
| Nom de la proteïna         | DEAD-box helicase 20 |
| Tipus de proteïna          | Helicasa, ATPasa |
| Tipus d'anticòs            | Monoclonal |
| Gen                        | DDX20 |
| N.º de referències del gen | Q9UHI6 |
| Alies del gen              | DKFZp434H052, DP103, GEMIN3 |
| Aminoàcids                 | 824 |
| Pes molecular aproximat    | 92,2 kDa (es pot veure modificat per mutacions)                                                                                             |
| Cromosoma                  | 1p13.2 |
| Localització               | Intracel·lular, concretament al nucleoplasma                                                                                                |
| Isotype                    | IgG1 |
| Espècies diana             | Humana |
| Funció molecular           | - Hidrolitzar ATP - Establir interaccions amb altres proteïnes, com ara la proteïna SMN i altres relacionades amb la transducció de senyals |
| Procés molecular           | RNAm splicing |

## Funcions biològiques
Fins ara s'han fet investigacions amb les proteïnes DEAD-box, com ara la Gemin 3, i s'ha conclòs que aquest tipus de proteïnes estan involucrades en la reorganització de les diverses estructures de l'ARN o dels complexos de ribonucleoproteïnes, tot i que la forma precisa en què actuen aquestes molècules encara no s'ha descobert. L'helicasa Gemin 3 actua en la reorganització de l'ARN per mitjà de la recombinació o la duplicació de nucleòtids, i té la capacitat, per tant, de trencar els ponts d'hidrogen que s'estableixen entre les bases nitrogenades de la cadena d'ARN. A més a més, s'ha demostrat que igual que altres gens humans prèviament investigats, la Gemin 3 també té funció d'ATPasa, sent així capaç d'obtenir energia a partir de la reacció de desfosforilació, de la qual n'obté energia. A més a més, per conseqüència també s'obté una molècula d'ADP (difosfat d'adenosina) i un grup fosfat (Pi).
Com que s'ha classificat la Gemin 3 com una proteïna DEAD-box pel fet de contenir els aminoàcids característics d'aquestes proteïnes, s'ha vinculat la seva funció amb l'activitat catalítica de la proteïna SMN, concretament en l'assemblatge de ribonucleoproteïnes (RNP). D'aquesta manera la Gemin 3 col·labora catalitzant reaccions que fan possible la unió d'ARN i altres proteïnes.
Les proteïnes DEAD box, entre les quals es troba la Gemin 3, són claus en l'inici de la traducció de proteïnes i estan involucrades en la modificació de l'estructura secundària d'aquestes durant el seu procés de síntesi. També s'ha vinculat la seva funció en l'empalmament (en anglès "splicing") del nucli i dels mitocondris. És a dir, col·labora en un procés posterior a la transcripció post-traduccional, que té com a finalitat la formació d'ARNm madur, que consisteix en l'eliminació d'unes petites seqüències anomenades introns de la mateixa seqüència de pre-ARNm i que posteriorment s'uneixen a les extremitats. A més a més, la Gemin 3 també està relacionada amb la síntesi de ribosomes i un complex de tall i unió (en anglès spliceosome), que és un complex de subunitats d'àcid ribonucleic i també de proteïnes que estan especialitzades en l'eliminació dels introns d'un gen transcrit, el que donarà lloc a l'anomenat prèviament ARNm madur.

## Patologies associades

### Atròfia Muscular Espinal
El gen survival motor neuron (SMN) està associat a una malaltia neurodegenerativa anomenada atròfia muscular espinal (AME), que afecta majoritàriament a infants, caracteritzada per la pèrdua d'activitat muscular a causa de la incapacitat de les motoneurones de transmetre l'impuls nerviós als músculs. Per tant, aquesta patologia està altament relacionada amb el funcionament de la proteïna SMN i, concretament, el complex Gemin 3 d'aquesta proteïna es veu involucrat significativament en aquest procés.

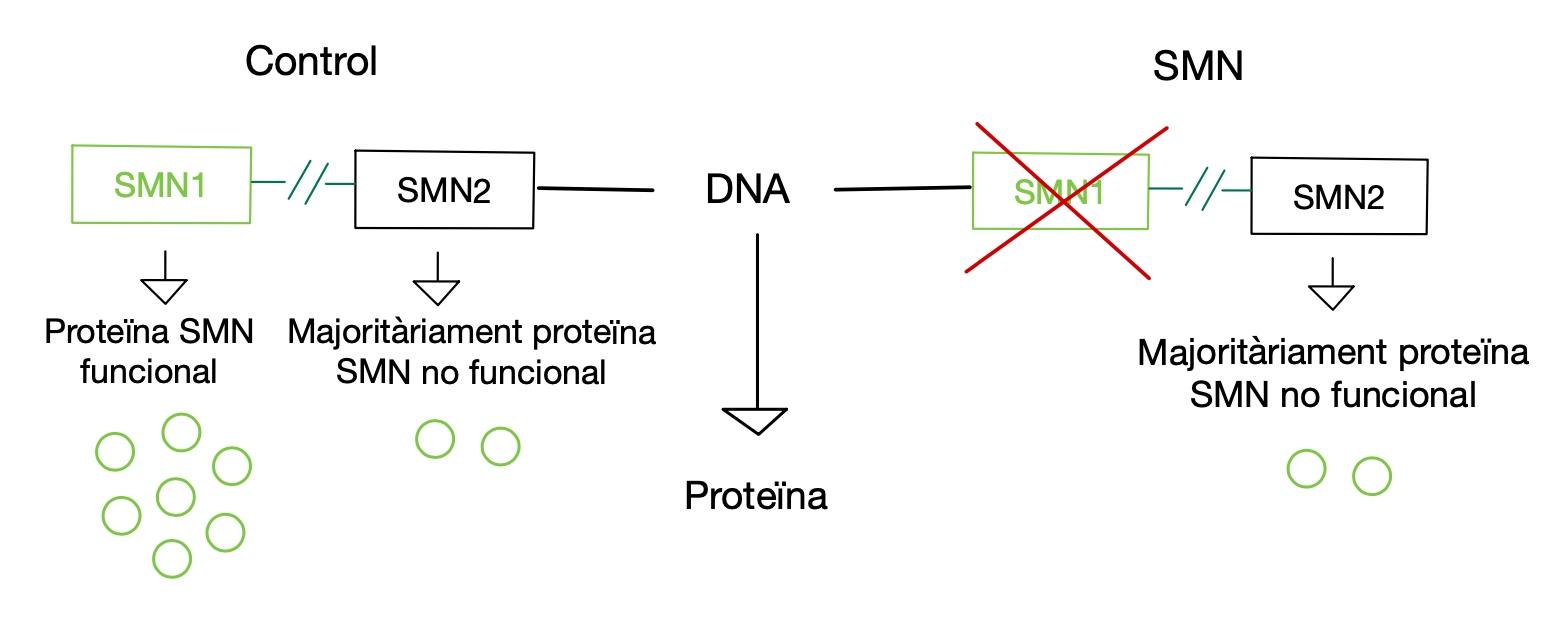
Producció per part del gen SMN2 d’un 10% de proteïna SMN funcional.

La seva base biològica es deu a una mutació al gen SMN1 que implica una disminució de la proteïna SMN i a la vegada del complex Gemin 3, fet que provoca un incorrecte funcionament de les neurones motores. Aquesta mutació desencadena una alteració en el exonic splicing enhancer, de manera que el RNAm transcriu una proteïna més curta, amb poca funcionalitat i inestable.
En les cèl·lules cerebrals de pacients amb AME es detecta més quantitat de proteïna Gemin 3 al nucli que als axons, tot i que els seus nivells són remarcablement inferiors al de les motoneurones sanes. Aquest esdeveniment permet identificar no només la proteïna SMN, sinó també la Gemin 3 com un biomarcador de l'atròfia muscular espinal. Així mateix, a l'hora d'investigar com incrementar els nivells de la proteïna responsable de la supervivència de les motoneurones és primordial tenir en consideració que, en específic, el domini que es veu més involucrat en la seva pèrdua de funcionalitat és la Gemin 3.

### Formació de tumors
La proteïna Gemin 3 exerceix diferents funcions en la repressió de la transcripció de gens. La formació d'un complex entre la Gemin 3 i la proteïna p53 reprimeix l'expressió d'aquest i, conseqüentment, la funció apoptòtica de p53. La Gemin 3 s'uneix a p53 a través de la regió (aminoàcids 548 a 824) del seu domini C-terminal.
P53 és una proteïna supressora tumoral, és a dir, s'encarrega d'aturar la formació i el desenvolupament de tumors. El gen que codifica la proteïna p53 és el gen que més freqüentment muta en casos de càncer en els humans. Quan la cèl·lula és atacada per patògens, p53 s'activa i estimula la parada del cicle cel·lular, la reparació de l'ADN o l'apoptosi. L'apoptosi, també anomenada mort cel·lular programada, és una via de destrucció cel·lular provocada pel mateix organisme amb l'objectiu de desfer-se de cèl·lules anòmales i/o innecessàries.
La inhibició de l'apoptosi causada per la formació del complex Gemin 3 - p53 pot donar lloc a una divisió cel·lular incontrolada i, en conseqüència, al desenvolupament d'un tumor.

## Gemin 3 en laDrosophila menagonaster
L'estudi A Motor Function for the DEAD-Box RNA Helicase, Gemin3, in Drosophila va demostrar que la proteïna Gemin 3 és una proteïna essencial per a la funció motora de les larves i el desenvolupament de les pupes de Drosophila menagonaster. La proteïna Gemin 3 de D. melanogaster conté 1028 aminoàcids i mostra un 33 per cent d'identitat i un 55 per cent de similitud amb el seu ortòleg humà.
Un dels descobriments que els va permetre extreure aquesta conclusió va ser que la pèrdua homozigòtica de la Gemin 3 mitjançant la inserció d'un transposó específic portava a la letalitat de Drosophila menagonaster durant la seva fase larvària i/o abans de l'estat de pupa. La viabilitat adulta de D. menagonaster és possible en presència de la Gemin 3 al mesoderma i als músculs larvals, això indica que Gemin 3 té una funció postsinàptica. Tot i això, una disrupció poc severa de la proteïna Gemin 3 al mesoderma i als músculs larvals no impedeix la viabilitat adulta sinó que dona lloc a mosques adultes no voladores.

## Tècniques d'identificació de la Gemin 3
Les diferents tècniques d'identificació que existeixen per tal de localitzar, observar o identificar la Gemin 3 a les cèl·lules o a una mostra biològica també possibiliten la recerca biomèdica i la possible prevenció de patologies i malalties amb base biològica. Els mètodes que ho permeten són els següents:

### Western blot

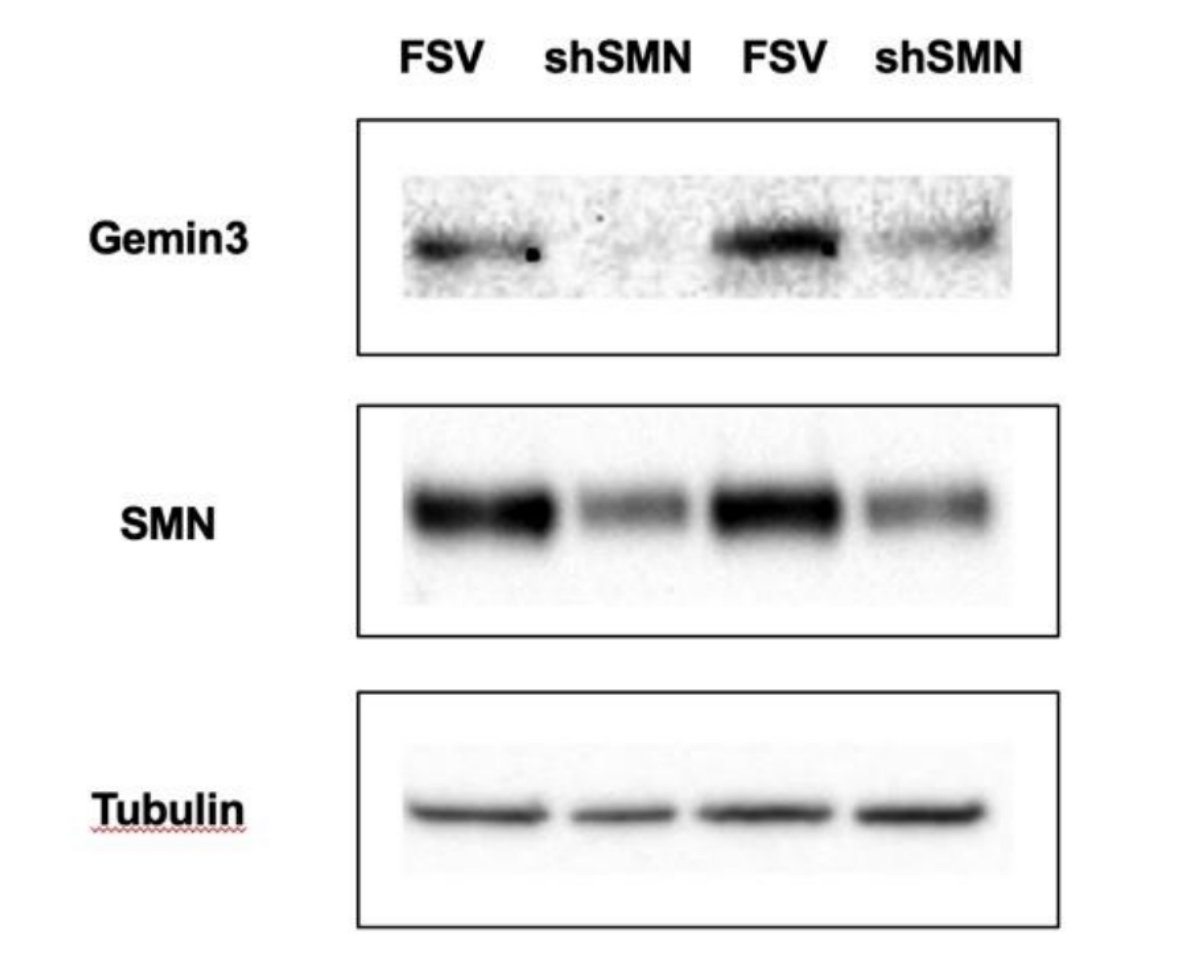
Resultats del Western Blot obtinguts en el ChemiDoc. Es mostra clarament una disminució de la proteïna SMN en la condició AME, així com una reducció més significativa de la Gemin 3.

Aquesta és una tècnica que és utilitzada en el laboratori per detectar una proteïna específica en una mostra biològica. En aquesta tècnica és necessària l'electroforesi en gel d'acrilamida per tal de poder separar les proteïnes de la mostra i que aquestes es transfereixin del gel a la membrana plasmàtica de la cèl·lula, on s'exposa a un anticòs específic. És una via eficaç per la detecció semiquantitativa de proteïnes o complexos, com en aquest cas, del complex de la proteïna SMN, Gemin 3. Per tal de poder identificar aquesta unió anticòs-proteïna s'empra un marcador químic.
La metodologia utilitzada per tal d'identificar la Gemin 3 està compresa per diferents passos:
- Sonicació: per trencar les estructures cel·lulars i homogeneïtzar la mostra.
- Quantificació: per tal de poder mesurar i llegir la capacitat d'absorbància (en mg/ml) de les proteïnes.
- Preparació del gel separador seguit de l'electroforesi que perpetra la separació de les proteïnes.
- Transferència: Es passen totes les proteïnes del gel a la membrana.
- Detecció immunològica: La Gemin 3 pesa 92,2 kDa i la proteïna SMN 40 kDa aproximadament. Per tant, la membrana és tallada pel punt de 75 kDa per tal d'obtenir els resultats sobre els nivells de cada proteïna de manera independent. Amb l'ajuda de la incubació d'anticossos primaris i secundaris (permeten observar les proteïnes al fer la detecció immunològica) de Gemin 3 aconseguim saber els nivells de Gemin 3 a la cèl·lula i identificar la seva presència.

### Immunofluorescència

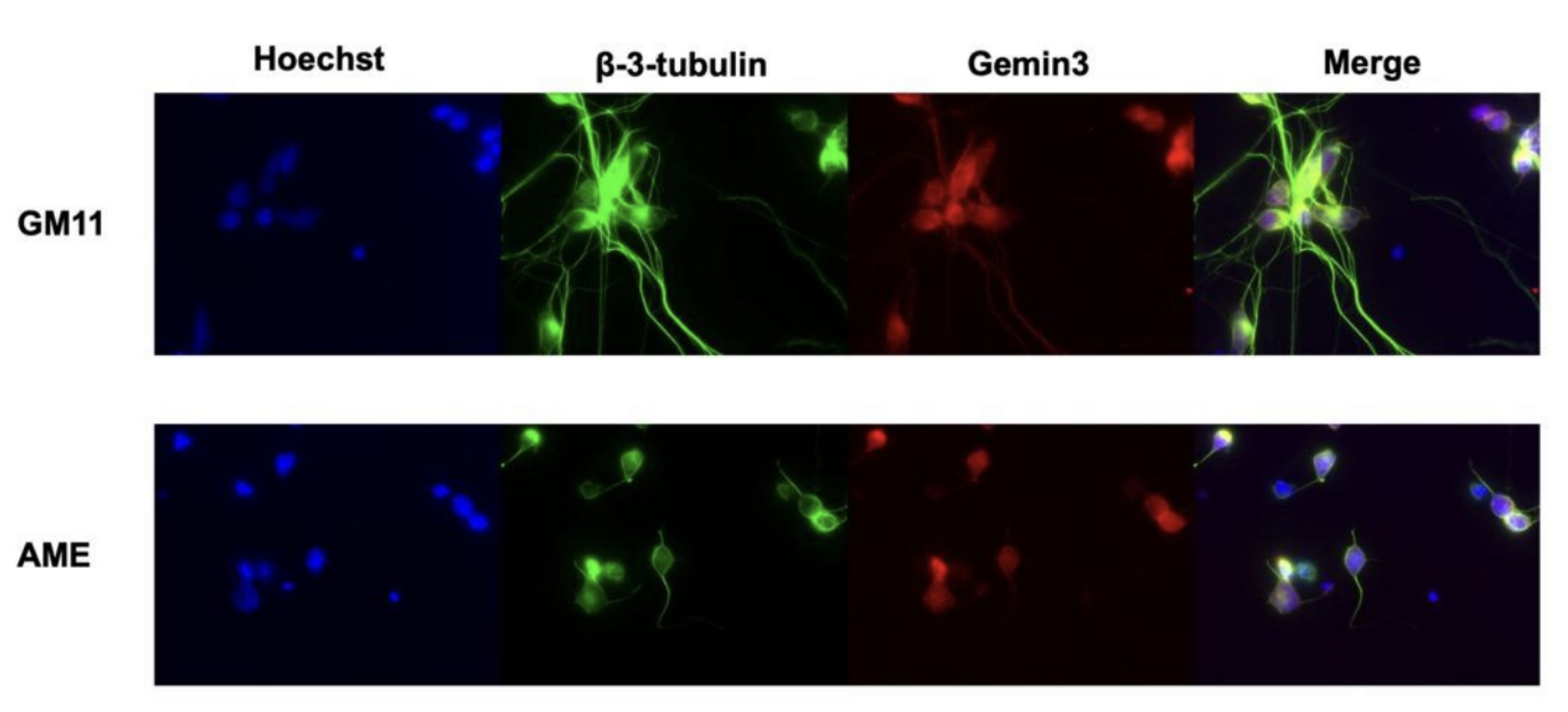
Immunofluorescència amb motoneurones en condició AME respecte les control, mostrant els nivells de proteïna SMN i Gemin 3 en ambdues.

És un mètode biològic basat en l'ús d'anticossos químics que estan tenyits amb substàncies fluorescents (que contenen fluorocrom) per tal de poder identificar proteïnes a través de la llum aplicada per un microscopi. En el cas de la immunofluorescència del complex proteic Gemin 3 el color amb què es veu i, en conseqüència, amb que s'identifica aquest complex, un cop es revela la mostra analitzada, és el vermell.
Aquesta metodologia és molt útil per poder comparar els diferents nivells d'aquest complex proteic en mostres biològiques associades a una patologia i així poder estudiar la seva influència en les malalties o condicions mèdiques amb què està relacionada o es podria relacionar. Saber la quantitat o presència de la Gemin 3 en una malaltia permet analitzar si participa o n'és la causa d'alguna.

### Immunoprecipitació
Aquesta és una tècnica que provoca que un antigen proteic precipiti d'una solució mitjançant l'ús d'un anticòs que s'uneix de manera específica a una proteïna. La immunoprecipitació de la Gemin 3 es pot utilitzar per aïllar-la i distingir-la d'una mostra biològica que contingui milers d'altres proteïnes.
Com que la Gemin 3 és un complex proteic, la tècnica específica que s'utilitza és la immunoprecipitació de complexos proteics (Co-IP). La Co-IP es realitza de manera que se selecciona un anticòs que té per diana una proteïna ja coneguda, és a dir, que es pensa que forma part de la conformació d'un complex de proteïnes, com en aquest cas, que se sap que la Gemin 3 forma part de tots els subconjunts de la proteïna SMN que és coneguda. El jet que es pugui reconèixer aquesta proteïna possibilita l'aïllament de tot el complex dins d'una certa solució i, conseqüentment, és possible d'aïllar-la i identificar els membres que no es coneixen de tot el complex que s'ha aconseguit, en cas que hi hagi algún de desconegut.
La possibilitat de reconèixer la Gemin 3 es dona a què les proteïnes que formen tot el complex estan unides d'una manera molt estreta les unes a les altres, fet que permet aïllar diferents membres del complex de la solució inicial, entre ells, la Gemin 3.

### Immunocitoquímica (ICC)
És un mètode altament efectiu amb relació a la recerca biomèdica d'identificació de proteïnes així com també d'altres biomolècules en teixits i cèl·lules. Tal com succeïa amb les altres tècniques i mètodes per identificar o aïllar la Gemin 3, en aquest també es necessita la presència d'un anticòs específic que s'uneixi a l'antigen (Gemin 3), permetent d'aquesta manera la seva visualització i posterior examinació amb el microscopi. En aquesta tècnica, no només es permet la identificació del complex sinó que també es possibilita i facilita la seva visualització anatòmica, cosa que també requereix de tècniques de fluorescència de microscòpia. La ICC permet evidenciar si en una cèl·lula hi ha presència d'aquest complex o de la proteïna al qual pertany (SMN).

### ELISA (Enzyme-Linked ImmunoSorbent Assay)
Aquests és una tècnica immunoenzimàtica que identifica petites partícules, com la Gemin 3,a part de patògens causants de malalties.
El procés consisteix en la unió d'un anticòs específic, que s'uneix a la Gemin 3 de manera específica, conjuntament amb la participació d'un enzim que s'encarrega d'activar i assenyalar la unió antigen-anticòs, el que permetrà la seva identificació.
De fet, hi ha diferents tècniques ELISA: ELISA directe, ELISA indirecte, ELISA inhibidor o competitiu, ELISA sandwich i ELISPOT. Les que s'utilitzen per a la identificació i anàlisi de la Gemin 3 són ELISA sandwich i ELISPOT: 
- ELISA "sandvitx": en aquest mètode en específic la detecció es fa a través de immunocomplexes. S'afegeix en un recipient petit un anticòs complementari a la Gemin 3. Després s'afegeix aquests mateix anticòs directament a la mostra que es vol analitzar, de manera que els antígens puguin quedar al fons del recipient. Més tard, s'afegeix la immunoglobulina amb l'enzim que assenyalarà la localització de la unió antigen-anticòs i permetrà la identificació de la Gemin 3. Aquesta tècnica en concret dona una gran especificitat i sensibilitat gràcies a l'enzim que assenyala la unió.
- ELISPOT: aquest tipus d'ELISA s'utilitza per conèixer de manera quantitativa la Gemin 3 que conté una mostra biològica en concret, fins i tot, es pot saber el nombre concret de cèl·lules on es troba el complex protèic. Es basa en la estimulació de les cèl·lules i en què quan les cèl·lules són estimulades alliberen citocines que permeten la unió a l'anticòs. El resultat és la visualització de un conjunt de taques que representen les àrees on podem trobar el que volem observar.